# Magnus von Eberhardt

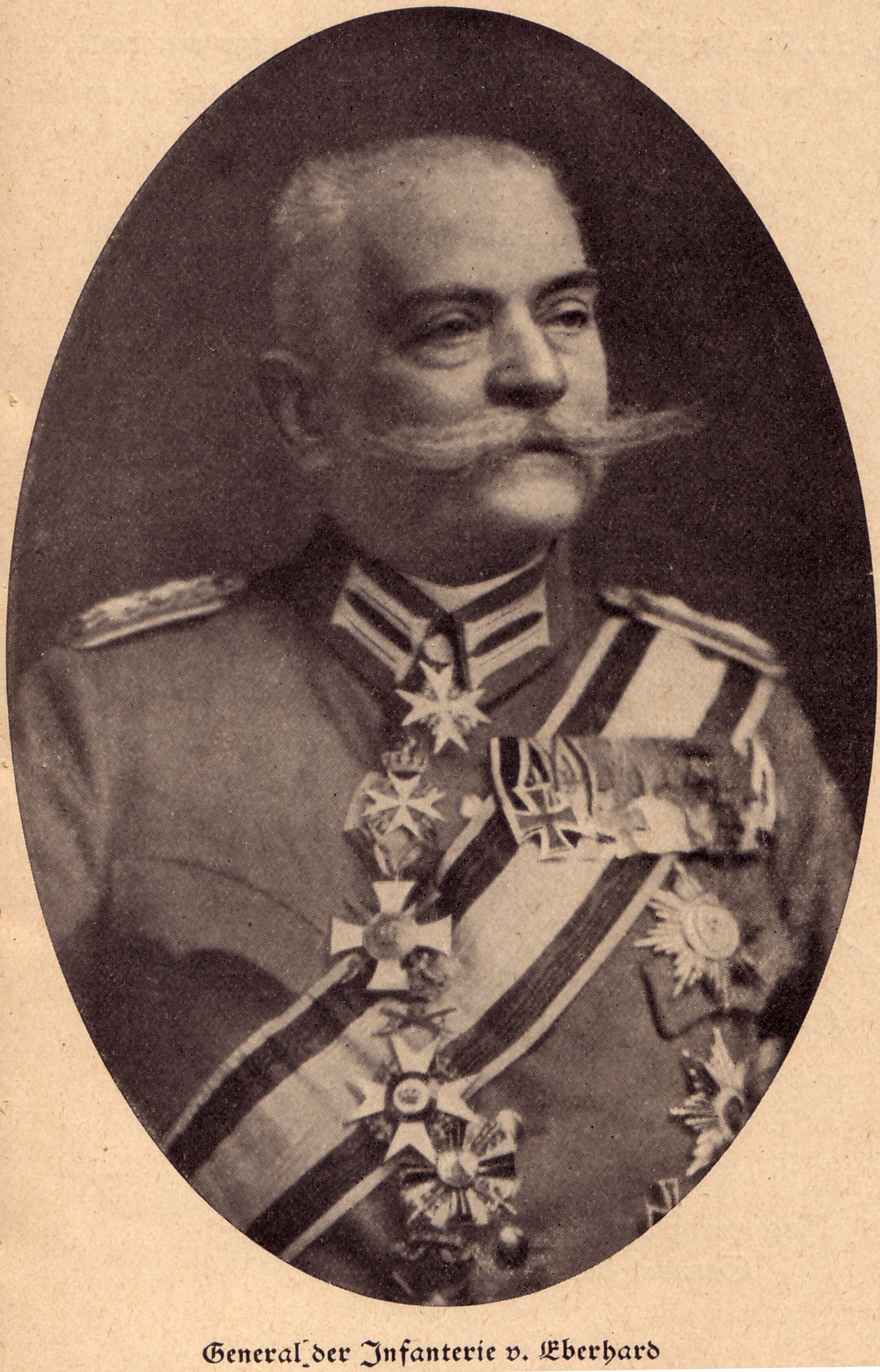
Magnus von Eberhardt (efter 1918).

Friedrich Wilhelm Magnus von Eberhardt, född den 6 december 1855 i Berlin, död där den 24 januari 1939, var en tysk militär. 
von Eberhardt blev 1907 generalmajor och stabschef vid gardeskåren samt 1911 generallöjtnant och fördelningschef samt 1913 guvernör i Strassburg. Vid krigsutbrottet i augusti 1914 blev han general av infanteriet och chef för "kåren Eberhardt" (sedermera benämnd 15:e reservkåren). I oktober 1916 fick han befälet över 10:e reservkåren och utmärkte sig särskilt vid Kemmelhöjdens erövring 26 april 1918. I augusti samma år blev han chef för 7:e armén (vid Vesle och i Siegfriedsställningen) och i början av november samma år chef för 1:a armén. År 1919 anförtroddes honom Ostpreussens skydd.